# Maurice Bourke
Maurice Archibald Bourke (Irlanda, 22 de dezembro de 1853 — Swansea, 16 de setembro de 1900) foi um oficial da Marinha Real e Secretário Naval, que no final da década de 1880, foi romanticamente ligado à princesa Vitória da Prússia, uma neta da rainha Vitória, e alguns membros da família real viam a união como possível.

## Biografia
Maurice era o quarto filho (segundo varão) de Richard Southwell Bourke, 6º conde de Mayo, e de Blanche Julia Wyndham. Ingressou na Marinha Real em 1867 e chegou a comandar o HMS Surprise, o iate do príncipe Alfredo de Saxe-Coburgo-Gota, no final de 1880. Em 1883, foi promovido a capitão-de-fragata. Em 1889, foi promovido a capitão-de-mar-e-guerra e, em 1891, foi nomeado capitão-de-bandeira do HMS Victoria. Em 22 de Junho de 1893, ao manobrar sob as ordens do comandante da frota britânica do Mediterrâneo, vice-almirante Sir George Tryon, o Victoria colidiu com o HMS Camperdown próximo a Trípoli, no Líbano, afundando rapidamente e levando toda a tripulação de 358 homens, incluindo Tryon. Na corte marcial instaurada, Bourke foi absolvido de qualquer culpa. Em 1894, foi nomeado camarista extra do príncipe Alfredo.
Ele foi nomeado Diretor Adjunto de Torpedos em 1895 e Diretor Sênior da Divisão de Terra Nova Pescas em 1896. [5] Ele passou a ser Secretário Naval para o Primeiro Lorde do Almirantado [6] e morreu no escritório. [7]
Em 17 de Janeiro de 1895, Bourke foi nomeado Diretor Adjunto de Torpedos do Almirantado. Em 12 de novembro ele foi nomeado comandante da corveta Cordelia, e como comodoro 2ª classe, oficial sênior da divisão de pesca da Terra Nova. Ele resignou ao comando do Cordelia em 14 de dezembro de 1898 e licenciou-se até 23 de janeiro de 1899. Em 20 de novembro, foi nomeado secretário particular do Primeiro Lorde do Almirantado.
Bourke morreu em Swansea, em 16 de setembro de 1900.